# Rhadinorhynchus carangis
Rhadinorhynchus carangis är en hakmaskart som beskrevs av Yamaguti 1939. Rhadinorhynchus carangis ingår i släktet Rhadinorhynchus och familjen Rhadinorhynchidae. Inga underarter finns listade i Catalogue of Life.